# Men at Work
Men at Work var en australisk new wave-grupp bildad år 1979 i Melbourne som brukar räknas in i new wave-genren. Medlemmar i gruppen var Colin Hay, (sång och gitarr), Ron Strykert, (gitarr), John Rees (elbas), Greg Ham (saxofon/flöjt/keyboard), och Jerry Speiser (trummor). De fick en stor hit 1982 med låten "Down Under", en låt som handlade just om australiensare och har kommit att bli lite av en inofficiell nationalsång för den yngre halvan av Australiens befolkning.
Gruppens första album, Business as Usual innehöll just "Down Under", och "Who Can It Be Now?" som även den blev en stor hit. Båda dessa låtar hade roliga och lättsamma musikvideor som bidrog till albumets popularitet. 1983 tilldelades de en Grammy i kategorin "bästa nya artist 1982".
Under 1983 var gruppen förband till David Bowie på hans Serious Moonlight Tour som gästade Sverige och Nya Ullevi, den 11 och 12 juni.
Även gruppens andra album Cargo från 1983 innehöll två stora hits: "Overkill" och "It's a Mistake". Dock blev detta inte en lika stor framgång som deras första album. Speiser och Rees kom att lämna gruppen 1984 och Strykert bestämde sig för att sluta under inspelningarna av det tredje albumet Two Hearts där Speiser och Rees ersattes av studiomusiker. År 1985 utgavs albumet, men blev ingen större framgång och samma år bröt gruppen upp.
Under åren 1996-2002 turnerade Hay och Ham som Men at Work. 2010 vann skivbolaget Larrikin Records en stämning mot gruppen där de hävdade att flöjtpartiet i låten "Down Under" var hämtat från en inspelning av "Kookaburra", vilken de ägde rättigheterna till, skriven 1932. Larrikin kom att tilldelas 5% av inkomsterna från låten sedan 2002 och framöver.
Rättsprocessen tog Greg Ham hårt eftersom han kände sig ansvarig för den uppkomna situationen, och för att enbart bli ihågkommen för att ha kopierat något och han föll in i depression. Den 19 april 2012 hittades Greg Ham död i sitt hem.
Colin Hay har sedan 2019 som ensam originalmedlem uppträtt med andra musiker som Men at Work.

## Bandmedlemmar
- Colin Hay – sång, rytm (1978-1986, 1996-)

### Tidigare medlemmar
- Greg Ham – keyboard, sång, saxofon, munspel, flöjt (1979-1985, 1996-2012)
- Jerry Speiser – trummor, percussion, sång (1979-1984)
- John Rees – bas, sång (1979-1984)
- Ron Strykert – gitarr, bas, sång (1978-1985)
- Jeremy Alsop – bas, sång (1985-1986)
- Rodrigo Aravena – bas, sång (2000)
- Colin Bayley – gitarr, sång (1985-1986)
- James Black – gitarr, keyboard, sång (1985-1986)
- Tony Floyd – trummor (1997-1998)
- Richard Grossman – bas, sång (1998-2000)
- Stephen Hadley – bas, körsång (1996-1998, 2001)
- Simon Hosford – gitarr, sång (1996-1998, 1999-2001)
- Mark Kennedy – trummor (1985)
- Peter Maslen – trummor (1998)
- Heta Moses – trummor (2000)
- James Ryan – gitarr, sång (1998)
- Warren Öring – trummor (2001)
- Tchad Wackerman – trummor, sång (1985-1986)
- John Watson – trummor (1996-1997)
- Paul Williamson – saxofon, keyboard, sång (1985-1986)
- Chris Conley – bakgrundssång, saxofon (1986)
- Jordanien McNair – keyboard, (1986)

## Album
- Business as Usual (1981, utgivet 1982 i vissa länder)
- Cargo (1983)
- Two Hearts (1985)
- Brazil (1998)